# مگی کیو
مارگارت دنیس کویگلی (به انگلیسی: Margaret Denise Quigley) (زاده ۲۲ مه ۱۹۷۹) که در حرفه‌اش با نام مگی کیو (به انگلیسی: Maggie Q) شناخته می‌شود، بازیگر، مدل سابق لباس آمریکایی و فعال حقوق حیوانات است.
او به خاطر بازی در فیلم جان‌سخت ۴ (۲۰۰۷) و سریال نیکیتا (۲۰۱۳–۲۰۱۰) مشهور است. مگی کیو در فیلم‌های جان‌سخت ۴ (۲۰۰۷) و ماموریت غیرممکن ۳ (۲۰۰۶) در کنار بروس ویلیس و تام کروز بازی کرده‌است. او توسط جکی چان در هنگ کنگ کشف شد و پس از آن توسط تعلیم‌های استاد سخت‌گیرش به درجهٔ مناسبی از نظر رزمی و بازیگری رسید.

## نقش‌آفرینی‌ها
| سال  | عنوان                       | نقش | توضیحات |
| ---- | --------------------------- | --- | ------- |
| ۲۰۰۰ | مدلی از جهنم                |     |         |
| ۲۰۰۰ | پلیس‌های جن-وای              |     |         |
| ۲۰۰۱ | نیمه‌شب منهتن                |     |         |
| ۲۰۰۱ | ساعت شلوغی ۲                |     |         |
| ۲۰۰۲ | اسلحه برهنه                 |     |         |
| ۲۰۰۳ | مشکل‌سازان                   |     |         |
| ۲۰۰۴ | آشپزخانه جادویی             |     |         |
| ۲۰۰۴ | دور دنیا در ۸۰ روز          |     |         |
| ۲۰۰۴ | راپسودی برنج                |     |         |
| ۲۰۰۵ | Taped                       |     |         |
| ۲۰۰۵ | جوخه اژدها                  |     |         |
| ۲۰۰۶ | مأموریت: غیرممکن ۳          |     |         |
| ۲۰۰۷ | The Counting House          |     |         |
| ۲۰۰۷ | جان‌سخت ۴                    |     |         |
| ۲۰۰۷ | توپ‌های خشم                  |     |         |
| ۲۰۰۸ | سه امپراتوری: رستاخیز اژدها |     |         |
| ۲۰۰۸ | فریب                        |     |         |
| ۲۰۰۸ | نیویورک، دوست دارم          |     |         |
| ۲۰۰۹ | جنگجو و گرگ                 |     |         |
| ۲۰۱۰ | عملیات: پایان بازی          |     |         |
| ۲۰۱۰ | نیکیتا                      |     |         |
| ۲۰۱۰ | سلطان مبارزان               |     |         |
| ۲۰۱۱ | کشیش                        |     |         |
| ۲۰۱۴ | سنت‌شکن                      |     |         |
| ۲۰۱۴ | وحدت                        |     |         |
| ۲۰۱۵ | سنت‌شکن: شورشی               |     |         |
| ۲۰۱۶ | سنت‌شکن: هم‌پیمان - قسمت اول  |     |         |
| ۲۰۱۷ | تصادف                       |     |         |
| ۲۰۱۷ | خواب سبک                    |     |         |
| ۲۰۱۸ | فریبکاری ادامه دارد         |     |         |
| ۲۰۱۸ | قهرمانان فروتن              |     |         |
| ۲۰۲۰ | جزیره فانتزی                |     |         |
| ۲۰۲۰ | بحث و جدل                   |     |         |
| ۲۰۲۰ | مرگ من                      |     |         |
| ۲۰۲۱ | محافظ                       |     |         |
| ۲۰۲۳ | از شب بترس                  |     |         |
| ۲۰۲۳ | نقشه خانوادگی               |     |         |